# 清平駅
清平駅（チョンピョンえき）は、大韓民国京畿道加平郡清平面清平里にある韓国鉄道公社京春線の駅である。駅番号はP132。

## 駅構造
- 島式ホーム2面4線の高架駅。

## 利用状況
近年の一日平均利用人員推移は下記のとおり。なお、京春線の2010年は開業日の12月21日から12月31日までの11日間の平均、ITX-青春の2012年は開業日の2月28日から12月31日までの308日間の平均である。
| 路線     | 路線     | 2010年 | 2011年 | 2012年 | 2013年 | 2014年 | 2015年 | 2016年 | 2017年 | 2018年 | 出典  |
| -------- | -------- | ------ | ------ | ------ | ------ | ------ | ------ | ------ | ------ | ------ | ----- |
| ●京春線  | 乗車人員 | 1,448  | 1,766  | 2,030  | 2,275  | 2,540  | 2,536  | 2,575  | 2,490  | 2,267  | [ 1 ] |
| ●京春線  | 降車人員 | 1,609  | 1,969  | 2,176  | 2,362  | 2,556  | 2,503  | 2,438  | 2,370  | 2,178  | [ 1 ] |
| ●京春線  | 乗降人員 | 3,057  | 3,735  | 4,206  | 4,637  | 5,096  | 5,039  | 5,013  | 4,860  | 4,445  | [ 1 ] |
| ITX-青春 | 乗車人員 | 未開業 | 未開業 | 204    | 213    | 279    | 321    | 145    | 132    | 270    | [ 1 ] |
| ITX-青春 | 降車人員 | 未開業 | 未開業 | 195    | 223    | 280    | 338    | 148    | 116    | 272    | [ 1 ] |
| ITX-青春 | 乗降人員 | 未開業 | 未開業 | 399    | 436    | 559    | 659    | 293    | 248    | 542    | [ 1 ] |

## 駅周辺
- 清平バスターミナル（駅から数百メートル離れている）
- 清平郵便局
- 清平初等学校
- 清平派出所
- 清平図書館
- 清平面事務所

## 歴史
- 1939年7月25日 - 開業。
- 2010年12月21日 - 首都圏電鉄京春線開業に伴い移転開業。

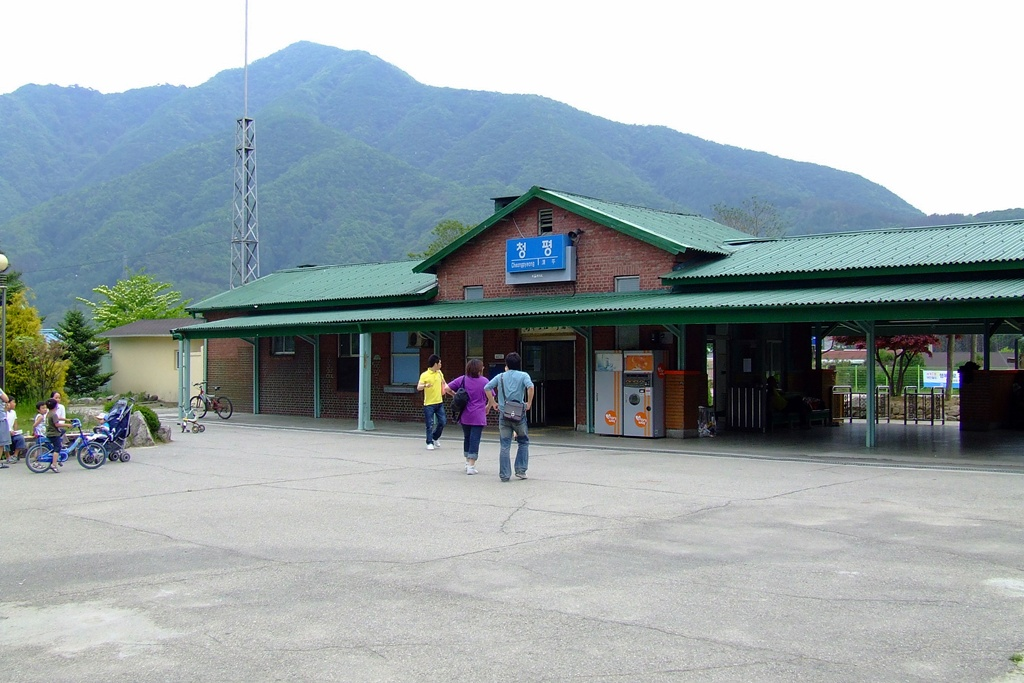
移転前に使われていた旧駅舎(2009年5月)

## 隣の駅
韓国鉄道公社
●京春線
ITX-青春
磨石駅 (P130) - 清平駅 (P132) - 加平駅 (P134)
急行
磨石駅 (P130) - 清平駅 (P132) - 加平駅 (P134)
緩行
大成里駅 (P131) - 清平駅 (P132) - 上泉駅 (P133)